# Mr. Bricolage
Mr. Bricolage este un lanț de magazine din Franța care comercializează produse de bricolaj. Rețeaua include 700 de magazine dintre care 300 sub marca Mr. Bricolage în Franța, precum și magazine în franciză dintre care 45 în Belgia, 11 în Bulgaria și alte 9 în Andora, Macedonia, Cipru, Madagascar, Maroc, Mauritius și Coasta de Fildeș.
În România au fost operate 3 magazine în franciză de către compania Arabesque începând cu anul 2006 până în 2018, în București, Pitești și Iași, acestea fiind redenumite cu marca proprie MatHaus.